# في الظلام (مسلسل)
في الظلام Into the Dark هي سلسلة تلفزيونية أمريكية من نوع الرعب، تُنتج لصالح منصة هولو، حيث تستند كل حلقة مستقلة إلى عطلة مختلفة. عُرض الموسم الأول في 5 أكتوبر 2018، ويتكون من اثنتي عشرة حلقة بطول الأفلام التلفزيونية. تم تجديد السلسلة لموسم ثانٍ، عُرض في 4 أكتوبر 2019، ويتكون أيضًا من اثنتي عشرة حلقة.
تُنتج السلسلة بواسطة الفرع التلفزيوني لشركة بلومهاوس للإنتاج، مع المنتج التنفيذي جيسون بلوم الذي يشرف على كل حلقة. تتميز كل حلقة بطاقم تمثيل ومخرج مختلف، مع مساهمات من مخرجين مثل باتريك لوسييه، ناتشو فيغالوندو، صوفيا تاكال، دانيال ستام، جيمس روداي رودريغيز، وجيجي ساول غيريرو.
تم طلب السلسلة في يناير 2018، ولاقت استجابة إيجابية من النقاد عند عرضها الأول. تضمنت كل حلقة ممثلين مختلفين، من بينهم توم باتمان، ديرموت مولروني، ديانا سيلفيرس، نياشا هاتيندي، سوكي ووترهاوس، مات لوريا، جيمي سيمبسون، كير أودونيل، إسرائيل بروسارد، أورورا بيرينو، كلاين كروفورد، مارثا هيغاريدا، كوري فوغلمانيس، جود ديمورست، جاهكارا سميث، أديلايد كين، رين إدواردز، بريت بارون، جورجيا ويغام، فيليشيا داي، تينا ماجورينو، جودي غرير، باري واتسون، دانا دروري، وميغالين إيتشيكونووكي.